# Julius Martialis
Julius Martialis, död 8 april 217 i Carrhae, var en romersk officer. Han tjänstgjorde som evocatus i romerska armén samt i praetoriangardet under kejsar Caracalla. Martialis deltog i Macrinus sammansvärjning mot Caracalla. När den kejserliga processionen närmade sig Carrhae, steg Martialis fram till Caracalla och högg honom dödligt i ryggen. En skytisk livvakt dödade Martialis med sin lans.